# پتکووتسی (استان گابرووو)
پتکووتسی (به بلغاری: Petkovtsi) یک منطقهٔ مسکونی در بلغارستان است که در شهرستان دریانوو واقع شده‌است.